# Торгзін

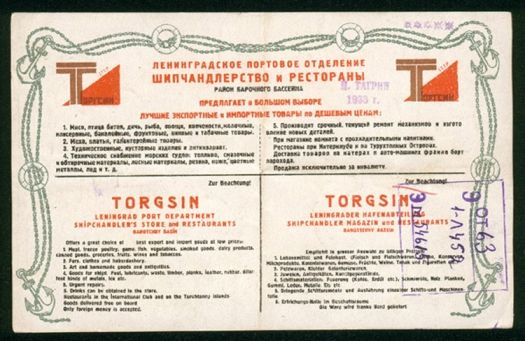
Реклама «„Торгзіну“»

Всесоюзна контора по торгівлі з іноземцями «Торгзін», також в українській літературі зустрічається під назвою «торгсин», (рос. Торгсин) — спеціалізована державна установа СССР, яка займалася золотовалютними спекулятивними операціями протягом 1931–1936 років. Закрилась у 1937р. Це був спеціальний магазин в якому товари продавались за іноземну валюту або спеціальні бони, які видавались в обмін на дорогоцінні метали і камені, але не приймались звичайні радянські гроші (радзнаки), всупереч існуючим законам. Крім цього, держава будь-який перепродаж за підвищеними цінами кваліфікувала як економічний злочин і спекуляцію, але саме ж держава займалася цим. Магазини цього типу з'явились не в усіх, але в багатьох містах країни офіційно для торгівлі з іноземцями, але більш для того, щоб викачати у населення дорогоцінності, які ще залишились після численних експропріацій. Магазини «Торгзін» були відкриті для радянських громадян, за умови, що вони мали доступ до твердої валюти — золота чи коштовностей. Крім того, через «Торгзіни» йшло постачання деякої частини радянської еліти.
Розквіт організації припав на голодні 1930-ті роки — з погіршенням продовольчої ситуації на українських землях. В УСРР Всесоюзна контора по торгівлі з іноземцями почала діяльність у 1932 році  — 29 червня 1932 р. була заснована Всеукраїнська контора торгзіну (ВУК "Торгзін").

## Назва
Назва від російського словосполучення «торговля с иностранцами» — акронім «торгзін», «торгівля з іноземцями».
Абревіатура «Торгзін» загалом є такою, яка обманює, оскільки близько 70% всіх цінностей, які скупив «Торгзін» (валюта, золото, срібло, діаманти, платина, твори мистецтва), близько 70% всіх доходів які отримав «Торгзін» надійшли від радянських громадян. Тільки близько 30% — це була іноземна валюта іноземців, які були в Радянському Союзі в той час, і надходження валютних переказів з-за кордону де була значна частка єврейських грошей.

## Керівники правління
- Шкляр Мойсей Ізрайлевич (1931–1932)
- Сташевський Артур Карлович (1932–1934)
- Левінсон Михайло (Меєр) Абрамович (1934–1936) — третій директор «Торгзіну»; отримав освіту в Швейцарії. При ньому «Торгзін» продавав паспорти на еміграцію за величезні суми грошей (від 500 золотих карбованців до 1000 золотих карбованців за паспорт).[2] Він підписав розстрільний вирок Колчаку.[2] Після роботи в «Торгзіні» був посланий торговим представником в Італію (це був період Муссоліні), де подарував міністру Муссоліні самовар.[2]

## Дослідження явища всучасній історіографії
В сучасній історіографії явище системи «Торгсин» є маловивченим. Після розсекречення фондів Центрального державного архіву вищих органів влади та управління України та державного архіву Київської області вони стали основним джерелом дослідження системи «Торгсин».
Вітчизняним дослідником вилучення грошей у селянства для потреб колективізації є доктор історичних наук В. І. Марочко. В Російській Федерації функціонування системи «Торгсину» в СРСР досліджувала доктор історичних наук О. Осокіна.

## Ідеологія бізнесу
«Торгзін» створений за постановою голови Совнаркому Вячеслава Молотова 5 липня 1931.
Перед тим 3 листопада 1929 ліквідовано автономію українських трестів, які були поглинуті «всесоюзними», а 11 січня 1930 скасовано самостійність кредитової кооперації УССР, також піпорядкувавши їх Москві.. Філіями «Торгзіну» в Одесі, Києві, Харкові керував уповноважений московської контори в Україні.
Позбавивши УССР можливості маневру перед початком Голодомору, у структуру господарського життя було впроваджено найбільшу спекулятивну установу, яку контролювали комуністи — «Торгзін».
Спочатку «торгзіни» повністю спрямовувались на торгівлю з іноземцями — завданням системи «торгзіну» було вилучення валюти шляхом надання послуг іноземним представництвам, туристам, спеціалістам, які будували «промислові гіганти перших сталінських п'ятирічок». Але згодом система була переорієнтована на прийом золотовалютних та ювелірних цінностей від радянських громадян. Починаючи з січня 1932, крім іноземців (туристів, інженерів, технологів, кваліфікованих робітників, моряків), система вже обслуговувала переважно «радграждан». Спеціальні магазини «Торгзін» для іноземців за зовнішнім виглядом, культурі обслуговування і асортиментом відрізнялися від «простих» торгзінів. В Україні 1932 рік — початок голодомору 1930-х років. Таким чином, попри задекларовану мету «торгівлі з іноземцями» пріоритетом стає вилучення за безцінь у громадян СРСР золотовалютних та ювелірних цінностей, пропонуючи дефіцитні або критично необхідні товари за спекулятивними цінами. Уряд позбавивши перед цим селян хліба та будь-яких засобів до існування, змусив їх купувати цей же насильно вилучений у них хліб за так зване побутове золото (кільця, сережки, інші прикраси, натільні хрестики тощо) і таким чином «вишукати» внутрішні резерви надходження валюти. Система «торгзіну» скуповувало у населення золото за ціною набагато нижчою, ніж воно коштувало на світових біржах. Вироби приймались як брухт.
Автором ідеї обміну товарів на побутове золото є Єфрем Володимирович Курлянд, який проживав на початку 1930-х рр. на Малій Дмитрівці. В «Торгзін» на роботу він прийшов у вересні 1930 року. Свою пропозицію Курлянд зробив, будучи директором столичного універмагу № 1. У фонді «Торгзін» зберігчя його лист в «Наркомвнєшторг», написаний в жовтні 1932 року, — час бурхливого розвитку «Торгзіну». До часу написання листа Курлянд виріс до комерційного директора Московської обласної торгзіновської контори. За словами Курлянда, він зробив свою «кардинальну пропозицію» ще в березні 1931 року і півроку), випробовуючи «нескінченні поневіряння», він домагався його здійснення.
Функції представників «Торгзіну» виконували співробітники акціонерних товариств «Амсторг», «Аркос», «Амдерутра» або радянських торговельних товариств. Робота цих акціонерних товариств була визначена двосторонніми угодами і винагороджувалась з доходів «Торзіну». Все рівно так, як це вчить італійський фашизм.
Населення надсилало листи друзям і родичам за кордон з проханням переслати хоч незначну суму. З різних країн світу люди надсилали грошові перекази і речові посилки. Валютні перекази до адресата потрапляли через систему «Торгсину» і Державний банк, продуктові посилки — через південний порт УСРР. До березня 1932 року всі перекази в закордонній валюті отримувало виключно центральне об'єднання «Торгсину» в Москві, котрий реалізовував її через Державний банк. За обслуговування проходження посилок утримували 25-54% від початкової вартості, а грошові перекази в голодні 1930-ті роки віддавались адресатам протягом двох-трьох місяців з моменту поступлення.

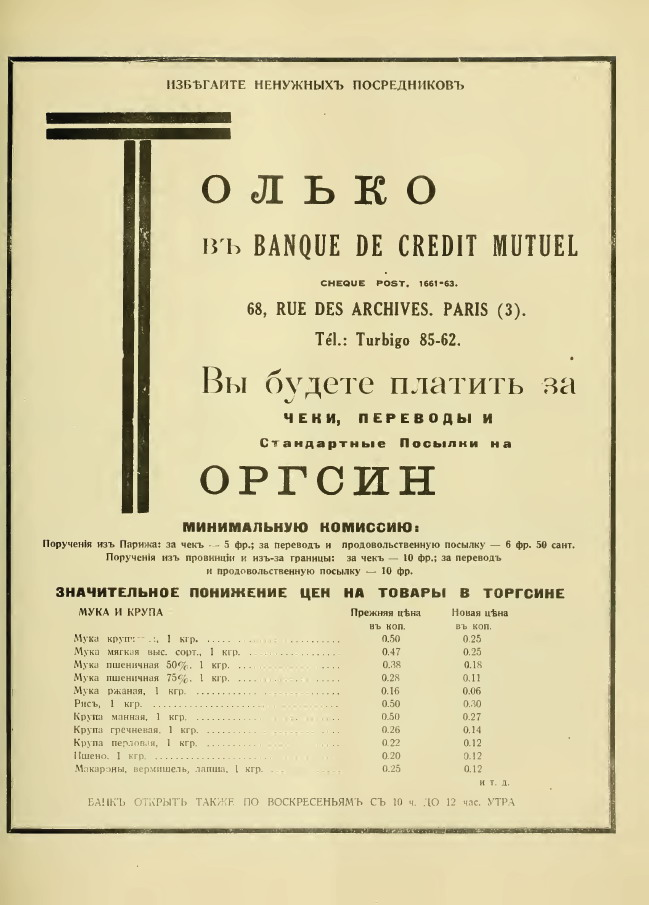
Реклама в паризькому російськомовному журналі «За кермом» з пропозицією низькою комісії на відправлення грошових переказів і продуктових посилок через «Торгсин». 1933 рік.

Акції популяризації діяльності «Торгзіну» проводились як в межах Радянського Союзу, так і за кордоном. Головними формами роботи системи «Торгзін» були: реклама асортименту товарів, послуг та цін у торговельній мережі, угоди з банками та фірмами, операції з посилками та валютними переказами, стимулювання збільшення потоку переказів до Радянського Союзу поширенням звісток про голод.
Закордонні перекази радянським громадянам надходили в основному з Америки, Канади, Австралії, Німеччини, Франції, Польщі, Палестини, Чехословаччини, Англії, Китаю, Скандинавії. Мали місце і внутрішні перекази.
З «Торгзін» працювали різні іноземні банки, які проводили операції по відправленню грошових переказів. Серед них: в США — «Амальгабанк» в Чикаго та «Амалгалейтед Банк» в Нью-Йорку. Валютний курс був наступним: 1 англійський фунт коштував 6,55 крб. золотом, 1 долар США — 1,94 крб.

## Процедура купівлі за коштовності
Побутове золото було необхідно здавати в приймальні пункти, в яких отримували за це «бони», «заборні книжки», тобто право на купівлю продуктів в магазинах системи «торгзіну».

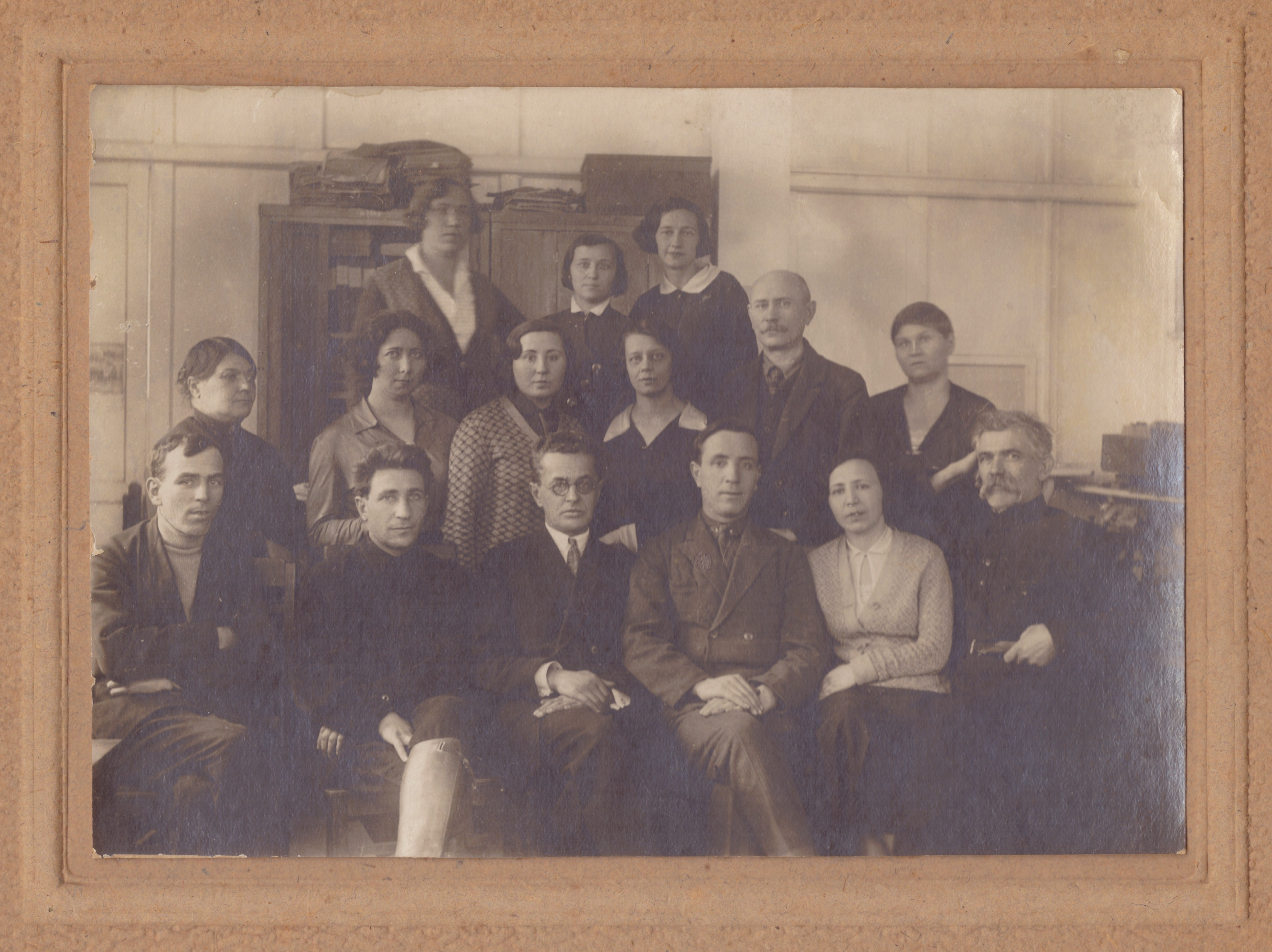
Працівники скупних пунктів дорогоцінних металів м. Києва. Фото з наради 6 березня 1933 р.

Спочатку дозволили здавати тільки золото, срібло почали приймати тільки з грудня 1932 року, діаманти — в 1933 році, а платину в 1934 році.
| | Тим часом товар Торгзіну — це золото. Кожна тонна товару, що проходить через Торгзін, це новий імпортний верстат, машина, це новий крок в справі зміцнення нашої технічної потужності. Оригінальний текст (рос.) Между тем товар Торгсина — это золото. Каждая тонна товара, проходящего через Торгсин, это новый импортный станок, машина, это новый шаг в деле укрепления нашей технической мощи. |
| — цитата з журналу «За рулем» від 1933 року. Стаття «Нещадна боротьба з розкрадачами державної власності» | |

## Процедура отримання переказів
Ця процедура була наступною: одержувач переказу спочатку одержував товарний ордер (бона), після цього — «заборну книжку» або «товарну книжку». В кожній книжці був контрольний талон одноразового використання. Після одержання переказу треба було написати відповідну розписку.
Київська агенція «Торзіну» повідомляла клієнта спеціальним бланком, на звороті якого була розміщена пропозиція зробити замовлення на висилання йому товарів. З бланком надсилався і прейскурант цін. Якщо вказаний в замовленні товар був відсутній, «Торгзін» залишав за собою право замінити цей товар на аналогічний за якістю. За пересилання та упакування товарів чистою вагою до 8,5 кг «Торгзін» утримував плату — 1 крб. 50 коп. з суми переказу, а за 17 кг вилучав з суми переказу 2 крб. 50 коп.
Кілограм борошна міг коштувати в «Торгзіні» 25 копійок, але не потрібно забувати, що за цими 25 опійками стояло здане золото, яке до того ж приймалося нижче світової ціни на золото, світової ціни на срібло, на діаманти. Якість продуктів було набагато нижче. Крім того, торгзігівські карбованці були не прості, а так звані золоті і по відношенню до простого радянського карбованця співвідношення було: 1 торгзіновський карбованець за 6 карбованців 60 копійок радянських карбованців. Крім того, в державі це був час карткової системи, (яка існувала офіційно з 1931 по 1935 рік) за якою населення отримувало борошно (200 чи 500 грам) чи пайки. Селяни не отримували карточок, не отримували пайків.
Отримувачі переказів прикріплювались до визначених для їхнього обслуговування магазинів. Відкріплень до інших магазинів навіть в одномі місті не робилося.
Про недостачу товарів в поштовій посилці від Торгзіна адресату, котрому надійшов переказ з-за кордону, інструкція від 7 травня 1933 року передбачала надати скаргу, співробітник Торгзіну повинен був отримати акт поштової контори, який підтверджував факт нестачі вкладення за описом. При втраті посилки потрібно було отримати довідку відповідної поштової контори про неотримання чи невидачу посилки. Якщо мало місце навмисне чи помилкове адресування переказу з вини співробітників «Торнгзіну» чи Банку, потрібно було отримати відповідний акт розслідування з встановленням винних осіб. Лише при наявності перелічених документів була можлива видача товарів законному отримувачу переказу.

### Зловживання працівників і еліт
Часті зловживання працівників «Торгзіну» мали місце серед касирів агентства на перекази. Коли отримувачі переказу померли, касир міг виписати товарну книжку на власних рідних чи знайомих. Загалом такі дії проходили без покарання.
Інформація одержувачу переказа направлялася «Торгзіном» лише у випадку, коли клієнт закордону надсилав запит з оплаченою відповіддю.
Золото приймали за одною пробою, а до реєстраційних актів записували зовсім іншу, отримуючи таким чином поширений тоді прибуток, тобто різницю між прийнятим від населення та зданим в банк золотом.
«Торгзін» був і годівницею місцевої еліти, радянських керівників та місцевих партійних керівників, верхівки ОДПУ, куди ті заходили, буквально відкриваючи двері ногою, і вимагали надати їм продукти, товари, посилали навіть папірці з описом, скільки їм потрібно цигарок.
| | Візьмемо автогараж Торгзіну. За другу половину 1932 цифри недостач при перевезенні товарів досить значні. Тим часом адміністрація гаража заспокоювалася тим, що звільняла крадія шофера або вантажника. Оригінальний текст (рос.) Возьмем автогараж Торгсина. За вторую половину 1932 г. цифры недостач при перевозке товаров весьма значительны. Между тем администрация гаража успокаивалась тем, что увольняла проворовавшегося шофера или грузчика. |
| — цитата з журналу «За рулем» від 1933 року. Стаття «Нещадна боротьба з розкрадачами державної власності» | |

### Інші перешкоди
Видачам переказів перешкоджали і органи ОДПУ СРСР. Співробітники ОДПУ СРСР в 1933 році примушували громадян шляхом погроз і репресій відмовлятись від грошових переказів.
ОДПУ СРСР незаконно слідкувало за тримачами цінностей. Це підтверджує факт, що оскільки «Торгзін» був дозволений, значить, і було дозволено володіння цінностями. Для того, щоб отримувати валютні перекази з-за кордону, співробітниками ОДПУ СРСР проводились арешти людей, у яких були родичі закордоном для того, щоб вимагати викуп. Після отримання викупу людей відпускали, а через деякий час знову заарештовували.
Агенти ОДПУ діяли як конспіративно і тихо, так і способом вривання прямо в магазин, арештовували клієнтів прямо в залі або на виході з «Торгзін», обшукували їх, конфісковували товари і люди переставали ходити в «Торгзін». Після цього «Торгзін» бив тривогу через втрату «клієнтів».
Громадяни не могли вимагати перекази також і через примусове виселення з постійних місць проживання чи у випадку добровільного виїзду за межі району. Одним із поширених засобів впливу на селян була погроза виключення з колгоспу. Наприклад, в Житомирському відділенні по операціям була зафіксована значна кількість переказів, які не вимагалися до отримання. Здебільшого, це були перекази для німців-колоністів Житомирського і Коростенківських районів.
Навколо «Торгзін» існував величезний чорний ринок. Один торгзінівський карбованець коштував на чорному ринку 60-65 радянських карбованців.

### Кількості неоплачених переказів
Документально зафіксовано значну кількість переказів без вимоги отримання через смерть отримувача переказу. Київська обласна контора «Торгзіну» не виплатила 234 перекази на суму 2506,26 крб. впродовж 1934 року.
Станом на 25 лютого 1935 року по Київській області було не виплачено 4328,07 крб. із наступних причин: відмова клієнта від отримання; не розшук клієнтів (відсутність адреси); по причині неявки клієнтів за переказами «до-вимоги»; виїзд клієнтів в невідомому напрямку; неявка клієнтів за отриманням (найпоширеніша причина).
Іноземна валюта залишалась у розпорядженні державних органів.

## Проституція
В торгзінівський період проституція ставала стратегією виживання. Жінки обмінювали секс на кілограм цукру, на хліб. Торгзіни в портах, які, в основному, обслуговували іноземних моряків і капітанів, вони майже відкрито працювали як борделі.

## Територіальні відмінності
Діяльність цих установ мала також територіальні відмінності. В Україні, де з весни 1932 року уряд СРСР почав масові убивства голодом, «Торгсін» став інтегральним механізмом геноциду української нації: окупаційна комуністична влада пропонувала голодуючим широкий асортимент їжі, але за гіперспекулятивними цінами. Відтак золота обручка чи сережки оцінювалися у «Торгсіні» за ціною 100 грамів хліба чи крупи, а на кінець існування цієї контори 1936 року в українців були тотально вилучені всі золотовалютні цінності.

### Динаміка операцій «Торгзіну» під час геноциду українців
В голодний 1933 рік в Україні кількість одиниць системи торгзіну неухильно зростала: у січні діяло 74, у липні — 249, а в серпні — 256 магазинів.
На жовтень 1933 в Україні діяло 263 магазина «Торгзіну», кожен з яких мав мережу приймоних пунктів, лавок, відділень. Найбільше — в Київській області (58 магазинів), найменше — в Донецькій (11 магазинів).
Керівник «Торгзіну» Артур Сташевський покладав на агентів «Торгзіну» конкретні завдання: вилучення у голодуючого населення золота, валюти, інших цінностей.
Масштаби «золотої лихоманки» більшовиків відповідали графікам убивств голодом: 1931 через систему «Торгзіну» надійшло 6 млн валютних карбованців, 1932 — 50 млн, 1933 г. — 107 млн. З них 75,2% складали коштовні метали — золото, срібло, платина. Так званий «золотий лом» 38%, царські золоті монети — 18%.
В цілому 1932 року Торгсін УРСР «заготував від населення» 21 тону золота (26,8 млн руб.), 18,5 тон срібла (0,3 млн руб.) а вже 1933 — 44,9 тони золота (58 млн руб) та 1420,5 тону срібла (22,9 млн руб.).
Часто-густо села, де бодай одна родина мала значні збереження золота, буквально викуповували своє життя у комуністів:
| Голодомор 1932-33 був не тільки найбільшим в історії геноцидом, а й наймасштабнішим і найефективнішим грабунком людей. ...Де жертви самі дістають зі схованок і несуть завойовникам свої родові скарби. Лиш би відстрочити голодну смерть. А, може, й вижити. Зізнаємося, що і авторам статті ця думка явилася не відразу. Просто один з них у телефонній розмові з матір’ю запитав, - а як вона і родина тоді врятувалися. З’ясувалося, - тільки завдяки 7 масивним золотим виробам рідкісної цінності і проби (999), які ще за царату подарував дід – дворянин Кириченко, капітан корабля далекосхідного флоту. Здавши цю пам’ять про батька (і неабиякий капітал!) у лавку торгзіну, бабуся врятувала родину і багатьох мешканців села Монастирище Ічнянського району Чернігівської області. Решта села вимерло.[16] |

### Звіт по УСРР станом на 1934 рік
Для виправлення недоліків у роботі мережі Торгзінів за 1933 рік, на засіданні правління від 17 січня 1934 року було вирішено організувати у складі Всеукраїнської контори спеціальний підрозділ по роботі з переказами, який був звільнений від усієї іншої роботи.
| КРАЇНА         | Загальна кількість переказів | Загальна сума переказів, торгзінівські крб. |
| -------------- | ---------------------------- | ------------------------------------------- |
| США            | 184500                       | 2303696                                     |
| Англія         | 11103                        | 135495                                      |
| Франція        | 20880                        | 307657                                      |
| Німеччина      | 57405                        | 481215                                      |
| Польща         | 39769                        | 435993                                      |
| Литва          | 2026                         | 25737                                       |
| Китай          | 3457                         | 49113                                       |
| Монголія       | 635                          | 5575                                        |
| Палестина      | 25227                        | 209624                                      |
| Туреччина      | 1148                         | 20612                                       |
| Персія         | 316                          | 4890                                        |
| Італія         | 432                          | 6660                                        |
| Чехословаччина | 1642                         | 19382                                       |
| Інші країни    | 26887                        | 330833                                      |
| Всього         | 375432                       | 4305482                                     |

Більшість отримувачів переказів були євреями за національністю, але у списках чимало українських й російських прізвищ. У більшості випадків фізичні особи отримували мізерні перекази — 1-5, рідше 20 доларів, 50 франків, 5 фунтів стерлінгів. Навіть такі невеликі гроші могли врятувати від голоду.

## Результати діяльності державної установи «Торгзін»
Золото і срібло, переплавлені в злитки, надходили до Німеччини, де Радянський Союз розплачувався за надані кредити. Золото і срібло йшли в основному в Рейхсбанк і там оплачувалися промислові кредити на іноземне обладнання та сировину, які використовувалися в індустріалізації.
У першій половині 30-х років «Торгзін» покрив п'яту частину витрат на промисловий імпорт. Згідно фінального звіту «Торгзін», на гроші «Торгзін» було куплено імпортне обладнання для 10 гігантів радянської індустрії, включаючи Дніпробуд, Кузнецьк.
В 1933 році громадянська золотодобувна промисловість (тобто не ГУЛАГ), там, де не використовувалася праця ув'язнених, добули 50,5 тонн чистого золота, «Торгзін» — 45. При цьому капіталовкладення в золотодобувну промисловість були незрівнянно вищі, ніж, капіталовкладення в організацію торгівлі «Торгзін».
У 1933 році «Торгзін» по валютній виручці займав перше місце, випереджаючи експорт лісу, експорт зерна і експорт нафти. У 1934-35 рр. він був на другому місці, поступаючись тільки експорту нафти.
За підрахунками істориків протягом 1932–1935 років система «торгівлі з іноземцями» отримала 98,7 тон чистого золота, близько половини якого становили обрядово-побутові цінності. За курсом станом на це близько 730 мільярдів карбованців, або 2,5 мільярди доларів. За звітами Торгзіну, вартість імпортного обладнання Магнітогорського металургійного комбінату склала 44 мільйони карбованців золотом; імпортне обладнання Уралмашу — 15 мільйонів карбованців, Челябінського тракторного заводу — 23 мільйони карбованців, Дніпробуду — 31 млн. карбованців.
Відібране Торгзінами золото дозволило оплатити близько третини всіх витрат на індустріалізацію Радянського Союзу. 

## Закриття. Віддалено подібні практики в світі

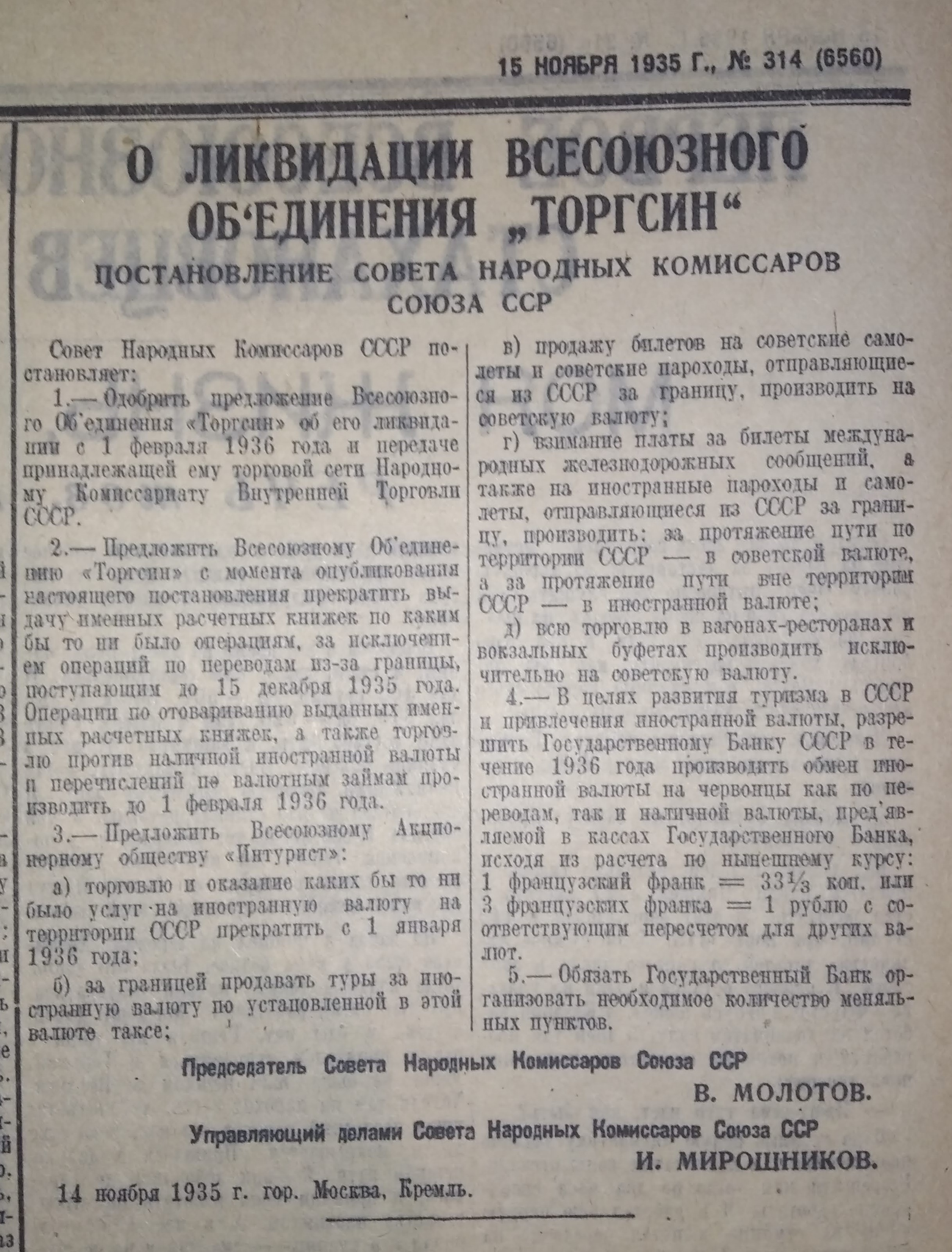
газета «Правда» № 314 (6560), 15.11.1935

1 лютого 1936 року система «Торгзін» була офіційно закрита. Залишилися валютні магазини для іноземців, держава продовжувала скуповувати валюту вже за радянські карбованці; була змінена скупна ціна. Але цим вже займалися держбанки. Якщо б люди хотіли продати золото державі, вони приходили в Ощадкасу, в держбанк і продавали. Але в обмін вони вже отримували не талони «Торгзін», а радянські карбованці за новим скупним курсом.
Як далеке відображення «Торгзін» є утворена після Другої світової війни —  мережа валютних магазинів «Берьозка». Мережа «Берьозок» не мала помітного економічного значення для комуністичного режиму, а була місцем обміну товарів на особливих умовах.
Дуже віддалено схожі установи пізніше були відкриті в інших країнах, де панував комуністичний режим (наприклад, НДР та КНР) — в тому числі Intershops в Німецькій Демократичній Республіці та магазини дружби в Народній Республіці Китай.

## Фотографії

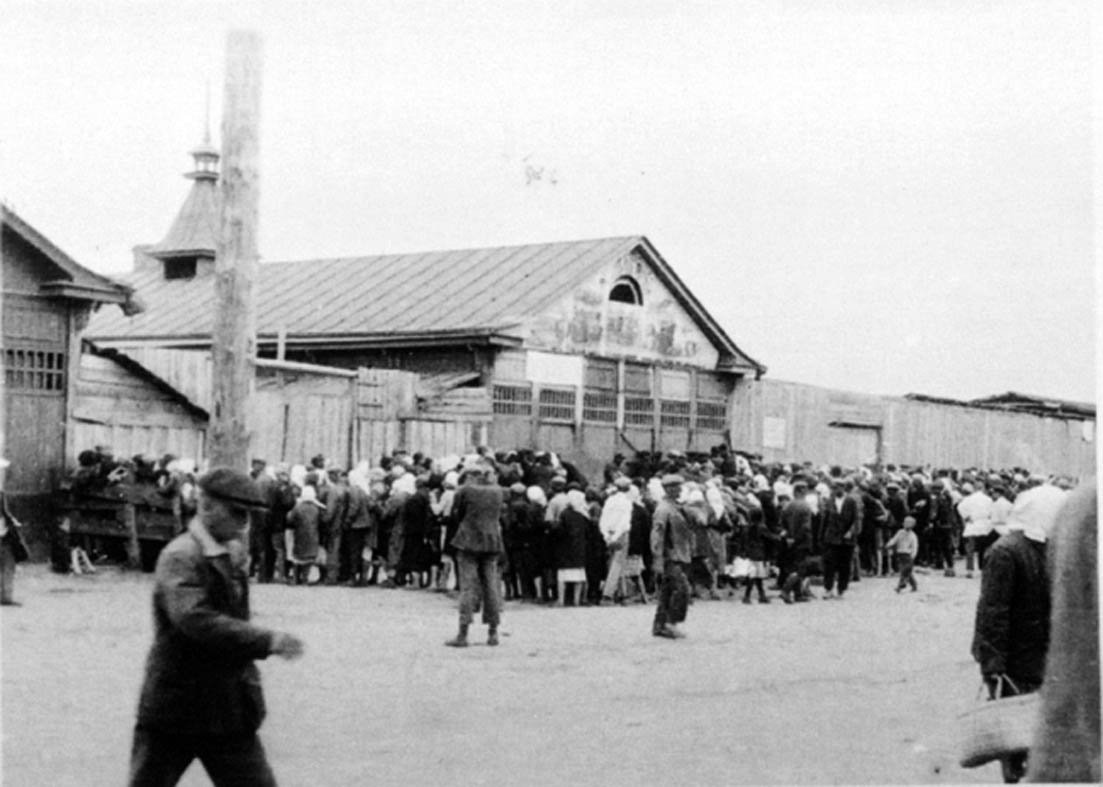
A queue in Kharkiv 1932
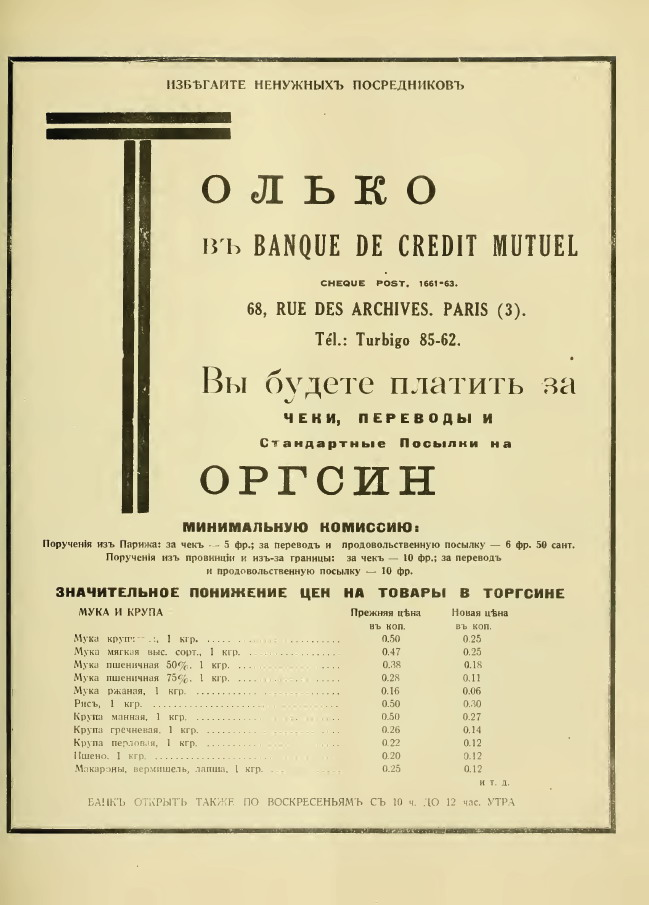
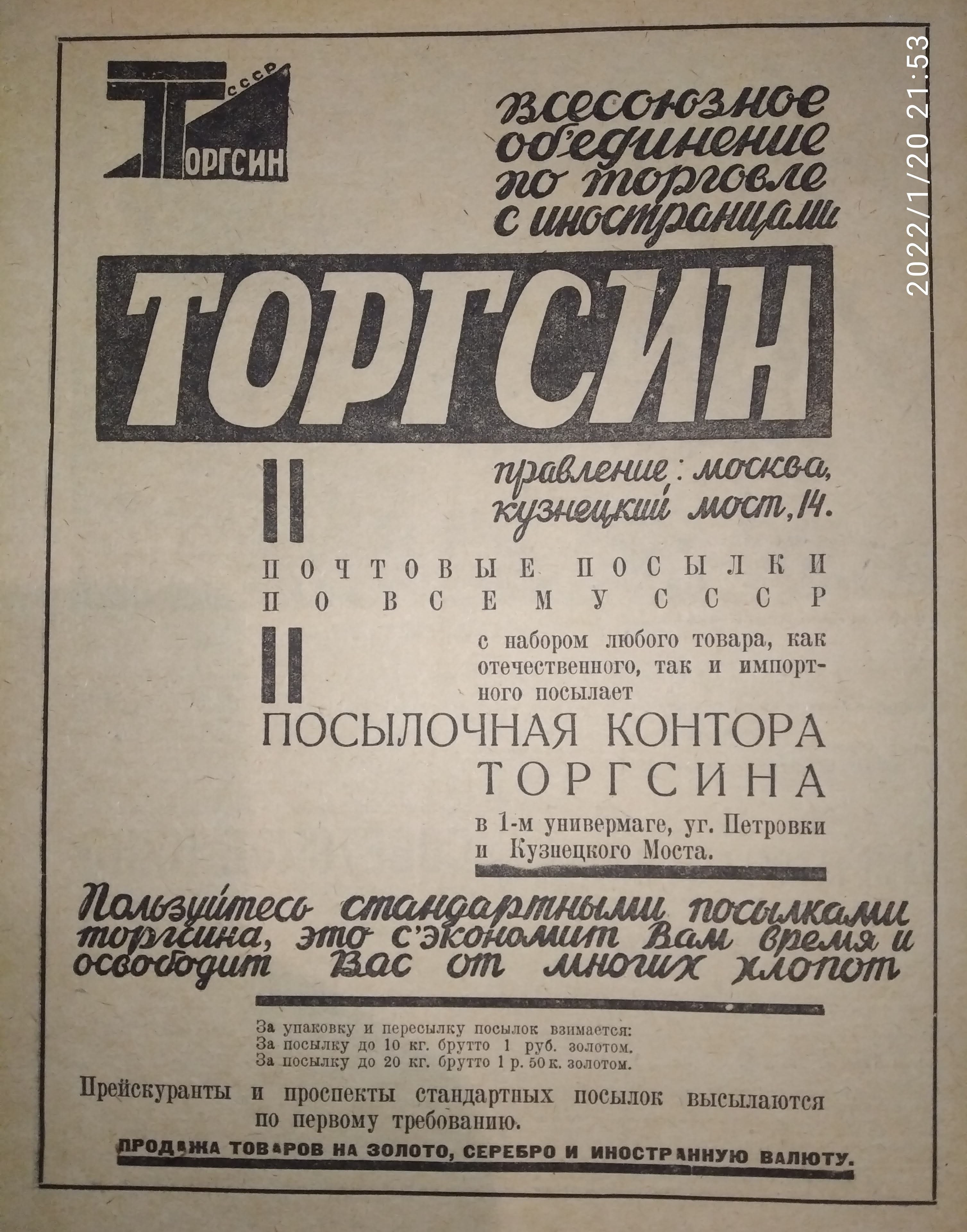
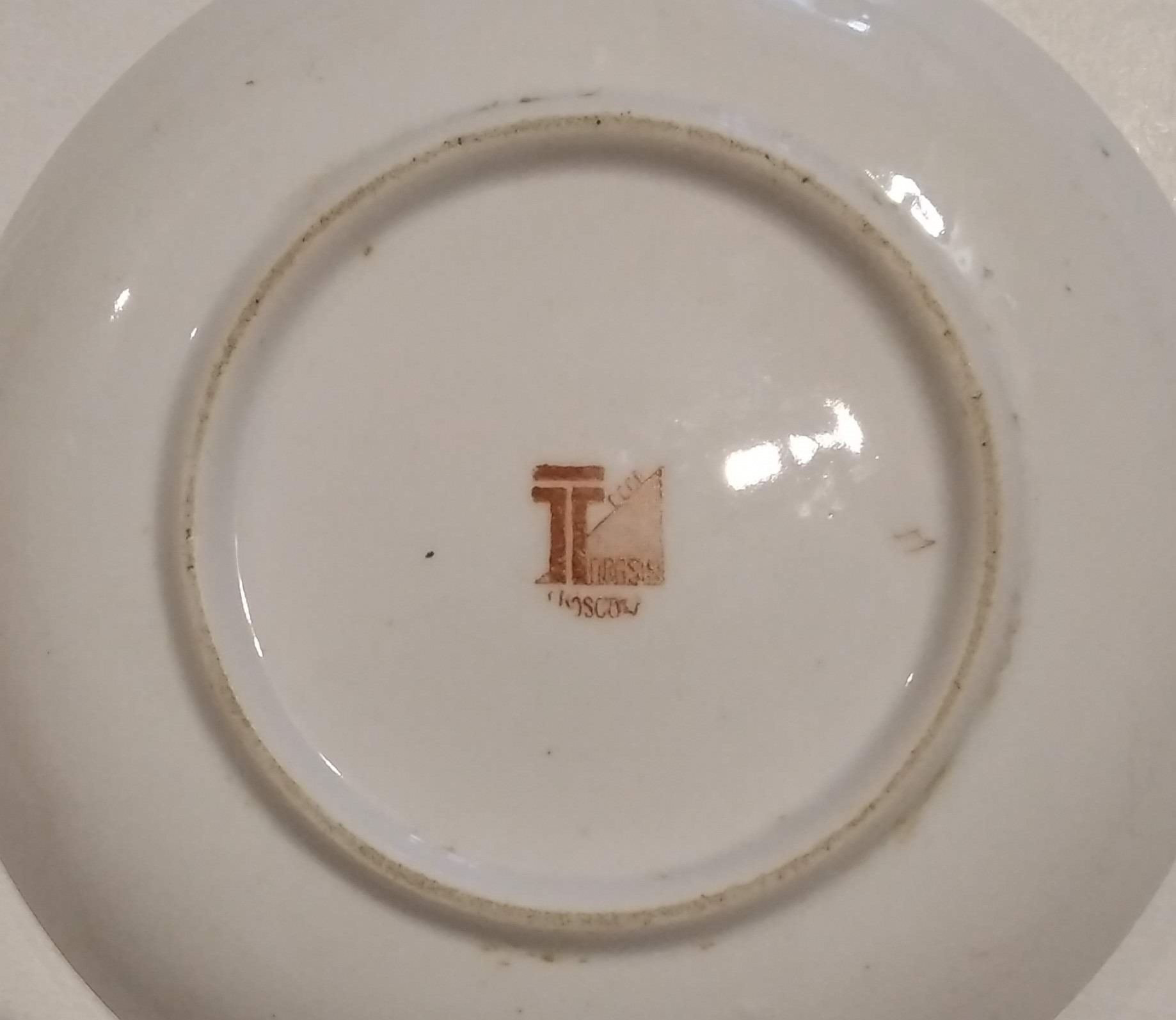
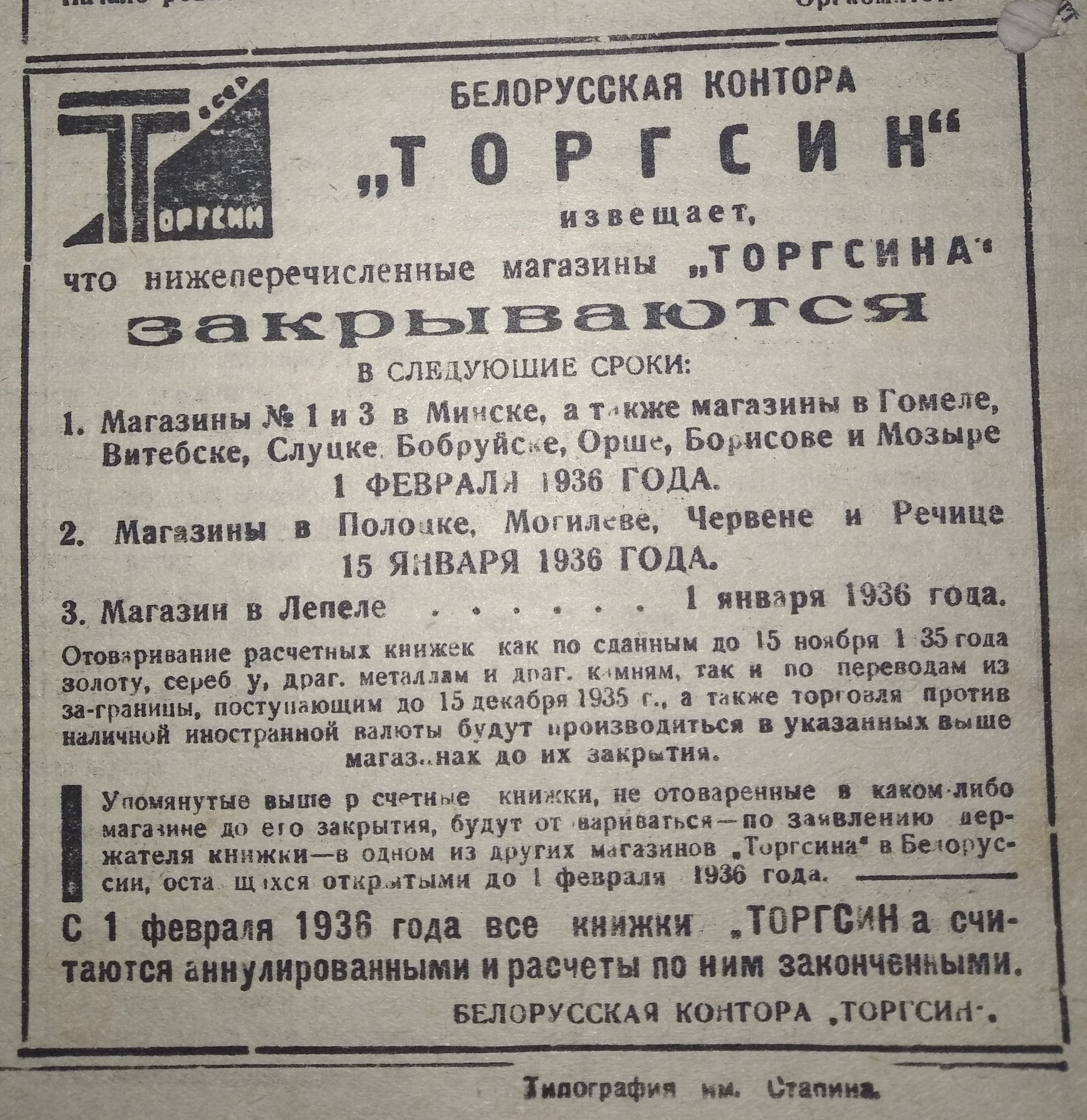
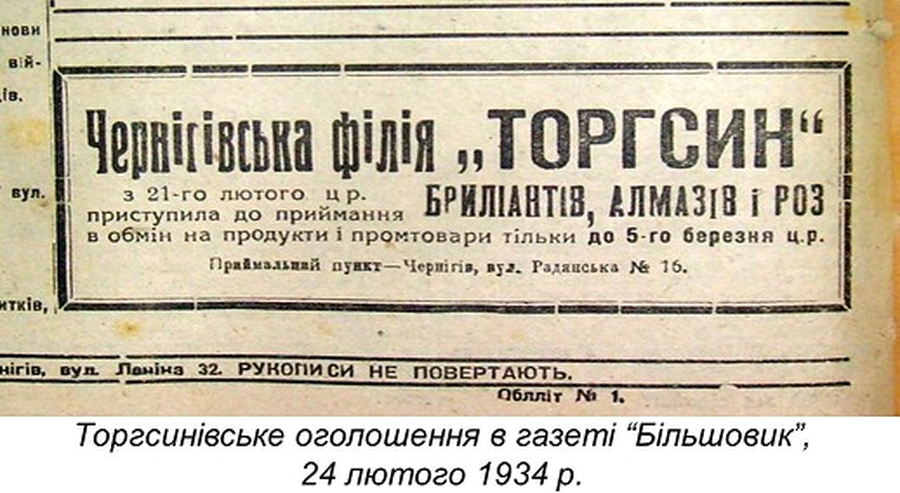
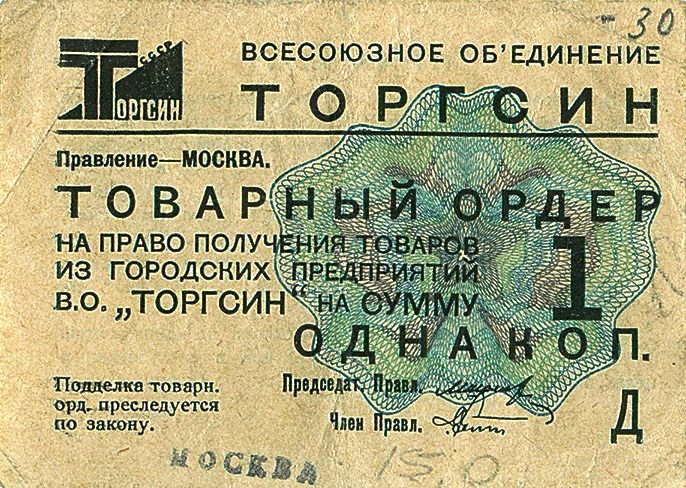
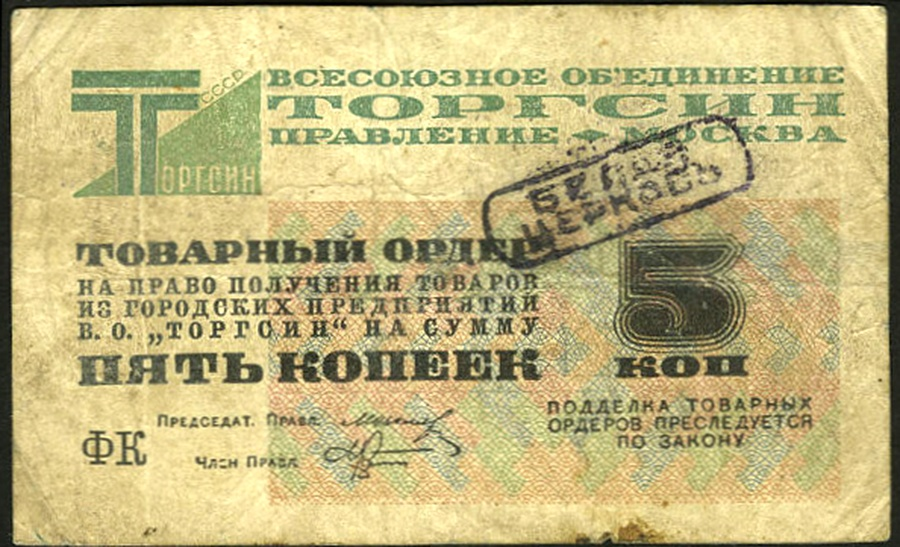